# 黑龙江省教育厅
黑龙江省教育厅是黑龙江省人民政府的组成部门、主管黑龙江省教育工作的省级教育行政部门，与中国共产党黑龙江省委员会派出机构中国共产党黑龙江省委员会高等学校工作委员会合署办公。